# كونا كرواتية
كونا كرواتية (بالكرواتيّة: hrvatska kuna؛ رمزها kn أو HRK) كانت العملة الرسميّة لكرواتيا من 30 مايو 1994 حتى 31 ديسمبر 2022، اُستبدلت باليورو في 2023 وكان يصدرها البنك الوطني الكرواتي، الكونا كرواتية الواحدة كانت مقسمّة لمئة ليبا (بالكرواتيّة: lipa)، أُصدرت هذه العملة أول مرّة في 31 كانون الأول عام 1994 لتحل مكان الدينار الكرواتي.

## التاريخ وأصل الكلمة
توجد سجلات من العصور الوسطى لضريبة و/أو عملة على جلود الدلق ذات القيمة العالية في ذلك الوقت، والتي سُجِّلَت باسم مارتورينا ("ضريبة الدلق") أو كونوفينا، في بانونيا السفلى ‏، والمجر، وسلوفينيا الحديثة. كانت أول عملة تُسَك في سلافونيا هي الفريزاتيك،  ولكن في القرن الثالث عشر أصدر بان سلافونيا ‏ عملة فضية مزينة بحيوان الدلق تسمى بانوفاك. 
عادت فكرة عملة الكونا للظهور في عام 1939 عندما خططت بانوفينا الكرواتية ‏، وهي مقاطعة مستقلة تأسست داخل مملكة يوغوسلافيا، لإصدار عملتها الخاصة، إلى جانب الدينار اليوغوسلافي .   في عام 1941، عندما شكل نظام أوستاشا دولة كرواتيا المستقلة، استخدم الكونا كعملة له.  ظلت متداولة حتى عام 1945، عندما أصبحت كرواتيا جزءًا من جمهورية يوغوسلافيا الاتحادية الاشتراكية وأصبح الدينار اليوغوسلافي العملة الرسمية. 
صيغة الجمع لكلمة كونا في اللغة الكرواتية هي كون (kune).  يمكن أن يختلف ذلك بسبب قواعد تصريف الأعداد المختلفة (على سبيل المثال 2 كون ، 10 كونا ).
لا علاقة لها بالعملات السلافية المختلفة المسماة "كرونة" (المترجمة إلى كرونا باللغة الكرواتية)، والتي تعني "التاج".
قُدِّمَت الكونا الحديثة في 30 مايو 1994، مما أدى إلى بدء فترة انتقالية من الدينار الكرواتي، الذي قُدِّم في عام 1991، والذي انتهى في 31 ديسمبر 1994.  وكانت الكونا الواحدة تعادل ألف دينار بسعر الصرف الثابت. كان الكونا مرتبطًا بالمارك الألماني منذ البداية. مع استبدال المارك باليورو، تحول ارتباط الكونا باليورو فعليًا.
كان اختيار اسم الكونا مثيرًا للجدل لأن نفس اسم العملة كان مستخدمًا من قبل دولة كرواتيا المستقلة، ولكن رُفِضَ هذا باعتباره رنجة حمراء، حيث كان نفس الاسم قيد الاستخدام أيضًا خلال بانوفينا كرواتيا ومن قبل مجلس الدولة المناهض للفاشية من أجل التحرير الوطني لكرواتيا (ZAVNOH).  كان الاقتراح البديل لاسم العملة الجديدة هو الكرونة (التاج)، مقسمة إلى 100 بانيكا (زوجة نائب الملك)، ولكن اُعتُبِرَ هذا مشابهًا جدًا للكرونة النمساوية المجرية ووجد أنه غير مناسب للبلد الذي هو جمهورية،  على الرغم من أن جمهورية التشيك و(حتى عام 2008) سلوفاكيا استخدمت عملات تُترجم أسماؤها إلى "تاج".
كانت السياسة التي انتهجها البنك الوطني الكرواتي منذ فترة طويلة تتمثل في إبقاء تقلبات سعر صرف الكونا مقابل اليورو (أو المارك سابقًا) ضمن نطاق مستقر نسبيًا. منذ إدخال اليورو في عام 1999، نادراً ما تقلب سعر الصرف بين العملتين إلى حد كبير، وظل عند معدل ثابت تقريبًا عند 7.5: 1 (كونا كرواتيا إلى اليورو). انضمت كرواتيا إلى الاتحاد الأوروبي في 1 يوليو 2013 وآلية سعر الصرف في 10 يوليو 2020 بسعر 7.53450 كونا كرواتية مقابل 1 يورو.  
اُستُبدِلَت الكونا باليورو في 1 يناير 2023 بعد استيفاء المتطلبات الأساسية  حيث ثبت أن التقدير الأولي للوقت القياسي لمدة أربع سنوات بعد الانضمام إلى الاتحاد الأوروبي قصير للغاية. 
انتهت في 14 يناير فترة انتقالية استمرت أسبوعين ظلت خلالها عملة الكونا النقدية بمثابة العملة القانونية المتداولة إلى جانب اليورو. أصبح من الممكن تبادل النقود في أي بنك مركزي وطني في منطقة اليورو حتى 28 فبراير وفي أي بنك (فينا و البريد الكرواتي في كرواتيا) حتى نهاية عام 2023 دون أي رسوم. وسوف يقوم البنك الوطني الكرواتي بنفس الشيء بالنسبة للأوراق النقدية إلى أجل غير مسمى وبالنسبة للعملات المعدنية حتى نهاية عام 2025.  

## عملات معدنية
في عام 1994،  قُدِّمَت العملات المعدنية بفئات 1، 2، 5، 10، 20 و50 ليبا، 1، 2، 5 و25 كونا. تُصدر العملات المعدنية في نسختين: واحدة تحمل اسم النبات أو الحيوان باللغة الكرواتية (تصدر في السنوات الفردية)، والأخرى تحمل الاسم باللغة اللاتينية (تصدر في السنوات الزوجية). بشكل عام، سُكَّ المزيد من العملات المعدنية بأسماء كرواتية مقارنة بالعملات المعدنية التي تحمل أسماء لاتينية. 
ليبا هي الكلمة الكرواتية لشجرة الزيزفون، وهو نوع كان يُزرع تقليديًا حول الأسواق في كرواتيا وغيرها من الأراضي تحت حكم ملكية هابسبورغ خلال الفترة الحديثة المبكرة.
بسبب قيمتها المنخفضة، نادرًا ما تُستخدم عملات1 و2 ليبا.  منذ عام 2009، لم تعد هذه العملات المعدنية تُسك،  لكن البنك الوطني الكرواتي صرح بأنه لا يخطط لسحبها، ولا تزال العملات المعدنية من فئة 1 و2 ليبا تُسك على أنها غير متداولة، بشكل أساسي لمجموعات العملات. 
| قيمة      | قيمة                  | المعايير الفنية | المعايير الفنية | المعايير الفنية    | وصف   | وصف                                                                               | وصف           | تاريخ الإصدار |
| بالـ كونا | ما يعادله باليورو (€) | قطر             | كتلة            | مكونات             | حافة  | الوجه الخلفي                                                                      | أول سك للعملة | تاريخ الإصدار |
| --------- | --------------------- | --------------- | --------------- | ------------------ | ----- | --------------------------------------------------------------------------------- | ------------- | ------------- |
| 20 ليبا   | €0.026545             | 18.5 مم         | 2.90 غم         | فولاذ مطلي بالنيكل | ملساء | غصن الزيتون، "MASLINA" أو "OLEA EUROPAEA"، سنة الصك                               | 1993          | 31 مايو 1994  |
| 50 ليبا   | €0.06636              | 20.5 مم         | 3.65 غم         | فولاذ مطلي بالنيكل | ملساء | ديجينيا، "VELEBITSKA DEGENIJA" أو "DEGENIA VELEBITICA"، سنة سك العملة             | 1993          | 31 مايو 1994  |
| 1 كونا    | €0.13272              | 22.5 مم         | 5.00 غم         | نيكل-نحاس          | خشنة  | البلبل، "SLAVUJ" أو "LUSCINIA MEGARHYNCHOS"، سنة الصك                             | 1993          | 31 مايو 1994  |
| 2 كونا    | €0.26545              | 24.5 مم         | 6.20 غم         | نيكل-نحاس          | خشنة  | سمك التونة الأطلسي ذو الزعانف الزرقاء، "TUNJ" أو "THUNNUS THYNNUS"، سنة سك العملة | 1993          | 31 مايو 1994  |
| 5 كونا    | €0.6636               | 26.5 مم         | 7.45 غم         | نيكل-نحاس          | خشنة  | الدب البني، "MRKI MEDVJED" أو "URSUS ARCTOS"، سنة الصك                            | 1993          | 31 مايو 1994  |

### عملات تذكارية
أُصدِرَت العملات التذكارية الكرواتية بين عامي 1995 و 2022.
| الفئة   | تاريخ الإصدار  | الكمية    |
| ------- | -------------- | --------- |
| 1 ليبا  | 15 يوليو 1995  | 1,000,000 |
| 2 ليبا  | 1 يوليو 1996   | 1,000,000 |
| 5 ليبا  | 1 يوليو 1996   | 900,000   |
| 10 ليبا | 1 يوليو 1996   | 900,000   |
| 20 ليبا | 15 يوليو 1995  | 1,000,000 |
| 50 ليبا | 12 يونيو 1996  | 900,000   |
| 1 كونا  | 1 يوليو 1996   | 1,000,000 |
| 2 كونا  | 15 يوليو 1995  | 500,000   |
| 5 كونا  | 15 يوليو 1995  | 1,000,000 |
| 25 كونا | 28 مايو 1997   | 300,000   |
| 25 كونا | 24 يونيو 1997  | 300,000   |
| 25 كونا | 27 اكتوبر 1997 | 300,000   |
| 25 كونا | 26 يونيو 1998  | 300,000   |
| 25 كونا | 29 ديسمبر 1999 | 300,000   |
| 25 كونا | 27 نوفمبر 2000 | 300,000   |
| 25 كونا | 4 أغسطس 2005   | 200,000   |
| 25 كونا | 4 أغسطس 2005   | 30,000    |
| 25 كونا | 12 مايو 2010   | 20,000    |
| 25 كونا | 3 ديسمبر 2012  | 20,000    |
| 25 كونا | 1 يوليو 2013   | 20,000    |
| 25 كونا | 7 أكتوبر 2016  | 50,000    |
| 25 كونا | 22 مايو 2017   | 20,000    |
| 25 كونا | 30 مايو 2019   | 30,000    |
| 25 كونا | 4 نوفمبر 2019  | 20,000    |
| 25 كونا | 15 يناير 2020  | 30,000    |
| 25 كونا | 23 يونيو 2021  | 50,000    |
| 25 كونا | 19 نوفمبر 2021 | 50,000    |
| 25 كونا | 26 يوليو 2022  | 30,000    |

## الأوراق النقدية
صُمِّمت الملاحظات بواسطة ميروسلاف Šutej ‏ و Vilko Žiljak [الإنجليزية]، وجميعها تحتوي على صور شخصيات كرواتية بارزة على الواجهة وزخارف معمارية على الواجهة الخلفية. الأشكال الهندسية الموجودة في أسفل اليسار في المقدمة (باستثناء فئة 5 كونا) هي نقوش غائرة ليتمكن المكفوفون من التعرف عليها. على يمين شعار النبالة في المقدمة توجد نسخة مطبوعة مجهرية للنشيد الوطني الكرواتي، Lijepa naša domovino ( وطننا الجميل ).  التصميم العام يُذَكِّر بأوراق النقد المارك الألماني من السلسلة الرابعة.
وكان تاريخ السلسلة الأولى من المذكرات هو 31 أكتوبر 1993. سُحِبَت الأوراق النقدية من فئة 5، و10، و20 كونا من هذه السلسلة في 1 أبريل 2007، وسُحِبَت الأوراق النقدية من فئة 50، و100، و200 كونا في 1 يناير 2010، ولكنها تظل قابلة للاستبدال في البنك الوطني الكرواتي في زغرب. 
أُصدِرَت سلسلة جديدة من الأوراق النقدية بتصميمات معدلة ولكنها مماثلة وميزات أمان محسنة في عام 2001، و2004، و2012، و2014. 
| 5 كونا                        | €0.66   | 122×61 مم | أخضر            | 7 مارس 2001              | 9 يوليو 2001                  |
| 10 كونا                       | €1.33   | 126×63 مم | أخضر-بني        | 7 مارس 2001 9 يوليو 2012 | 18 يونيو 2001 18 مارس 2013    |
| 20 كونا                       | €2.65   | 130×65 مم | أحمر            | 7 مارس 2001 9 يوليو 2012 | 16 أغسطس 2001 18 مارس 2013    |
| 50 كونا                       | €6.64   | 134×67 مم | أزرق            | 7 مارس 2001 9 يوليو 2012 | 25 نوفمبر 2002 25 سبتمبر 2017 |
| 100 كونا                      | €13.27  | 138×69 مم | برتقالي         | 7 مارس 2001 9 يوليو 2012 | 3 يونيو 2002 1 يوليو 2013     |
| 200 كونا                      | €26.54  | 142×71 مم | بني             | 7 مارس 2001 9 يوليو 2012 | 12 أغسطس 2002 1 يوليو 2013    |
| 500 كونا                      | €66.36  | 146×73 مم | أخضر زيتوني     | 31 أكتوبر 1993           | 30 مايو 1994                  |
| 1000 كونا                     | €132.72 | 150×75 مم | أزرق-أحمر-رمادي | 31 أكتوبر 1993           | 30 مايو 1994                  |
| الإصدارات التذكارية المتداولة |         |           |                 |                          |                               |
| 10 كونا                       | €1.33   | 126×63 مم | أخضر-بني        | 24 مايو 2004             | 30 مايو 2004                  |
| 20 كونا                       | €2.65   | 130x65 مم | أحمر            | 30 مايو 2014             | 30 مايو 2014                  |

## أسعار الصرف

سعر صرف اليورو مقابل الكونا الكرواتية

## سعر الصرف HRK الحالي
| من Yahoo! Finance: | AUD CAD CHF EUR GBP HKD JPY USD |
| من XE.com:         | AUD CAD CHF EUR GBP HKD JPY USD |
| من Investing.com:  | AUD CAD CHF EUR GBP HKD JPY USD |
| منOANDA.com:       | AUD CAD CHF EUR GBP HKD JPY USD |

## أنظر أيضاً
- اقتصاد كرواتيا
- كرواتيا واليورو

## فهرس
- Granic، Stan (ديسمبر 2008). "From Fur Money to Modern Currency: The Kuna". Review of Croatian History. ج. IV ع. 1: 87–109. مؤرشف من الأصل (PDF) في 2025-01-19. اطلع عليه بتاريخ 2017-02-20.
- Krause, Chester L.؛ Clifford Mishler (1991). الفهرس القياسي لعملات العالم المعدنية  [لغات أخرى]‏: 1801–1991 (ط. 18th). Krause Publications. ISBN:0873411501.
- Pick, Albert (1994). الفهرس القياسي لعملات العالم الورقية  [لغات أخرى]‏: General Issues. Colin R. Bruce II and Neil Shafer (editors) (ط. 7th). Krause Publications. ISBN:0-87341-207-9.
- Pick, Albert (1990). الفهرس القياسي لعملات العالم الورقية  [لغات أخرى]‏: Specialized Issues. Colin R. Bruce II and Neil Shafer (editors) (ط. 6th). Krause Publications. ISBN:0-87341-149-8.

## قراءة إضافية
Viščević, Zlatko (2004). Kovani novac Republike Hrvatske od osamostaljenja do danas [Coins of the Republic of Croatia from Independence to the Present Day] (PDF) (بالكرواتية والإنجليزية). ISBN:953-99817-0-0. Archived from the original on 2011-06-17. Retrieved 2012-01-11.{{استشهاد بكتاب}}:  صيانة الاستشهاد: مسار غير صالح (link)

## روابط خارجية
- البنك الوطني الكرواتي – الصفحات باللغة الإنجليزية
- الأوراق النقدية التاريخية والحالية لكرواتيا باللغة الإنجليزية